# Happy Hour (película)
Happy Hour es una película coproducción de Brasil y Argentina filmada en colores dirigida por Eduardo Albergaria sobre su propio guion escrito en colaboración Ana Cohan, Carlos Arthur Thiré y Fernando Velasco que se estrenó en Argentina el 20 de febrero de 2019 y que tuvo como actores principales a Letícia Sabatella,  Pablo Echarri, Luciano Cáceres y Juliana Carneiro da Cunha.

## Sinopsis
Un profesor de Literatura y frustrado escritor que se encuentra seducido por una alumna plantea a su mujer, que tiene aspiraciones políticas, tener un matrimonio permisivo con otras relaciones. Cuando él se convierte por accidente en una figura pública encararán en diferente forma la nueva situación. 

## Reparto
- Letícia Sabatella ...	Vera
- Pablo Echarri ... Horacio
- Luciano Cáceres ...	Ricardo
- Juliana Carneiro da Cunha ...	Norma
- Chicho Serna ...	Arlindo
- Aline Jones ...	Clara
- Pablo Moraes ...	Homem-Aranha
- Letícia Persiles ...Jô
- Rocco Pitanga ...	Paulo
- Marcos Winter ...	Luis Othelo

## Críticas
Nazareno Brega en Clarín dijo:

« Albergaria no le presta demasiada atención a la lógica y verosimilitud de los episodios que deben enfrentar sus personajes, sino que se muestra mucho más interesado en las reacciones de ellos...también pretende reflexionar, sin demasiada complejidad, sobre el maniqueísmo periodístico y cómo los asesores políticos construyen candidatos. Happy Hour deambula trastabillando entre distintos géneros sin conseguir hacer pie en ninguno. Los pasos de comedia, muchos de ellos a cargo de Luciano Cáceres, resultan incómodos, los conflictos dramáticos son superficiales, la intriga política es intrascendente y no hay pasión en el romance, tal vez por esa personalidad analítica de Horacio, que se vanagloria de su honestidad pero es un parlanchín egocéntrico que la película vuelve todavía más egoísta cuando encierra al espectador en su cabeza con una narración en off prescindible..»

Enrique Boetti en Página 12 escribió:

«...una película que confunde lo inesperado con lo arbitrario, eliminando cualquier atisbo de lógica a la hora de enhebrar le enorme cantidad de sucesos que atraviesa Horacio … en medio de una crisis existencial. Una crisis de la mediana edad, podría decirse, aunque la película … no indaga demasiado en esa cuestión. Ni en esa ni en ninguna otra, en tanto aquí prima la acumulación por sobre la profundidad… la película duda tanto o más que su protagonista: como él, nunca termina de definir qué quiere ser. Superficial y caricaturesca en su representación de los medios y la cocina política, banal a la hora de retratar la crisis matrimonial, poco imaginativa a la hora de tematizar el deseo, por momentos grotesca en la caracterización de sus personajes (allí está el de Luciano Cáceres para comprobarlo), Happy Hour queda, igual que Horacio, presa de sus propias indecisiones..»